# PortaRoma

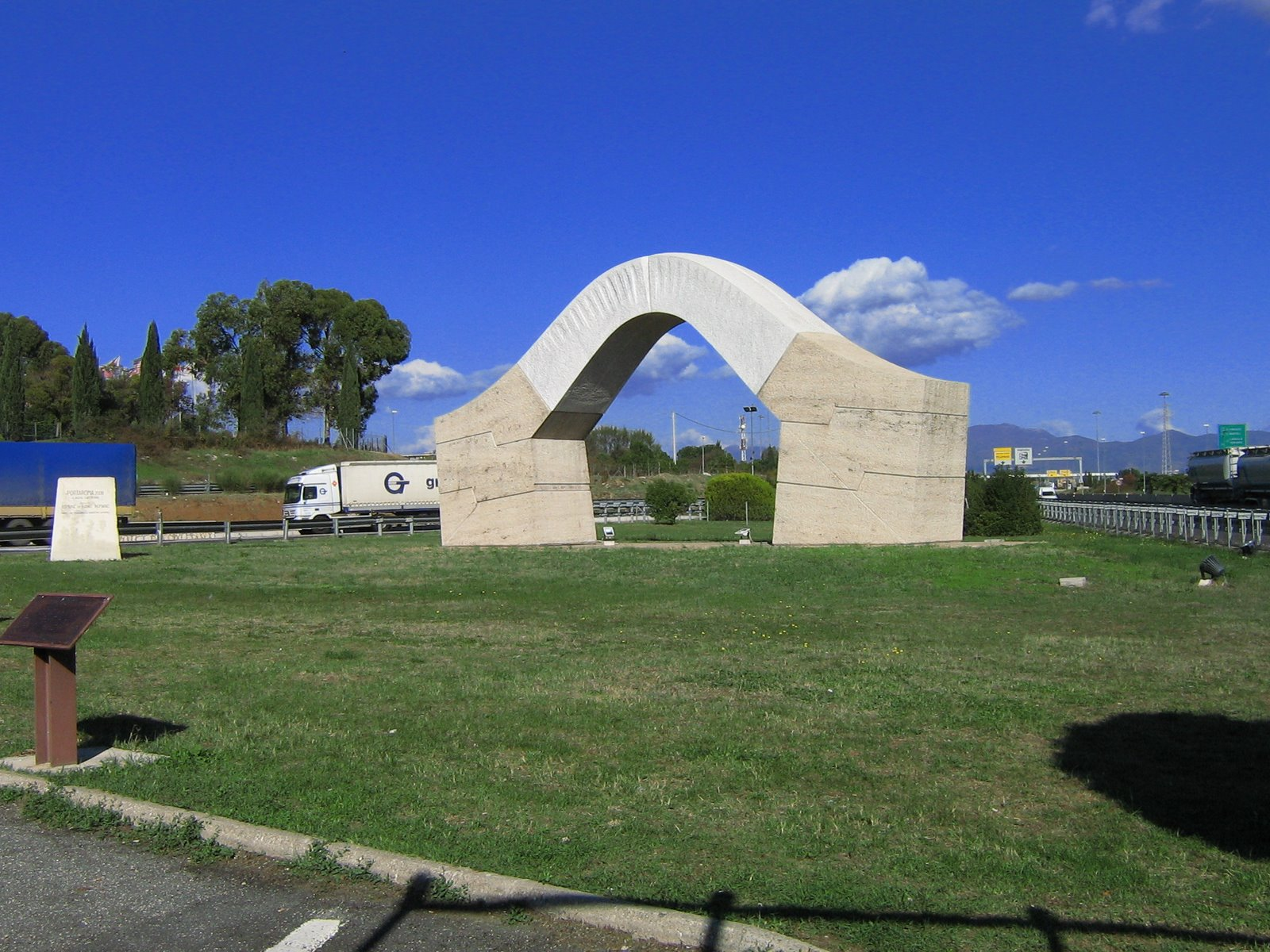
L'arco-scultura PortaRoma installata nei pressi del casello autostradale di Fiano Romano

PortaRoma è un arco-scultura installata sull'Autostrada A1 nei pressi del casello di Fiano Romano.

## Descrizione
Il 29 ottobre 2000, in occasione del Giubileo del 2000, fu inaugurata l'opera PortaRoma di Claudio Capotondi.
Si tratta di un arco-scultura composta da due monoliti di marmo di 36 tonnellate ciascuno che si contrappongono ed autosostengono senza chiave di volta per solo mutuo contrasto di spinta scaricata sulle due spalle, realizzate con blocchi di travertino sovrapposti ed assemblati a solo contatto di tagliate.
L'opera è posizionata nell'area verde limitrofa all'uscita dell'Autostrada A1 Roma Nord di Fiano Romano.
L'opera misura complessivamente 15 metri di lunghezza per 2.2 metri di profondità e 7 metri di altezza ed ha un peso complessivo di 210 tonnellate.

La porta vuole simboleggiare l'accesso alla Città Eterna e riporta incisa l'iscrizione: 
Che porta il Mondo a Roma e Roma al Mondo

## Finanziamento
La realizzazione dell'opera fu promossa da un'associazione locale di Fiano Romano e finanziata dal Comune di Fiano Romano e dalla Regione Lazio che contribuì con uno stanziamento di 600 milioni di lire.

## Riconoscimenti
L'autore ha ricevuto per l'opera il Premio Michelangelo 2000 della Città di Carrara.